# نائوتو اوتانی
نائوتو اوتانی (انگلیسی: Naoto Ōtani؛ زادهٔ ۲۳ ژوئن ۱۹۵۲) سیاست‌مدار اهل ژاپن و وکیلی که از سال ۲۰۱۸ تا ۲۰۲۲ به عنوان نوزدهمین رئیس دیوان عالی ژاپن در دیوان عالی ژاپن خدمت کرد.